# Lateranfördragen
Lateranfördragen var de fördrag som 11 februari 1929 efter många års konflikt ingicks mellan Italien och Heliga stolen. De utgjordes av ett politiskt fördrag, ett konkordat och ett finansavtal.
Italien erkände Heliga stolens fulla suveränitet och medgav återupprättandet i viss omfattning av den oberoende Vatikanstaten (Stato della Cittå del Vaticano). Enligt finansavtalet erhöll påvestolen 750 miljoner lire kontant och 1 milliard lire i italienska statsobligationer som ersättning för förlorad egendom. 

## Se även

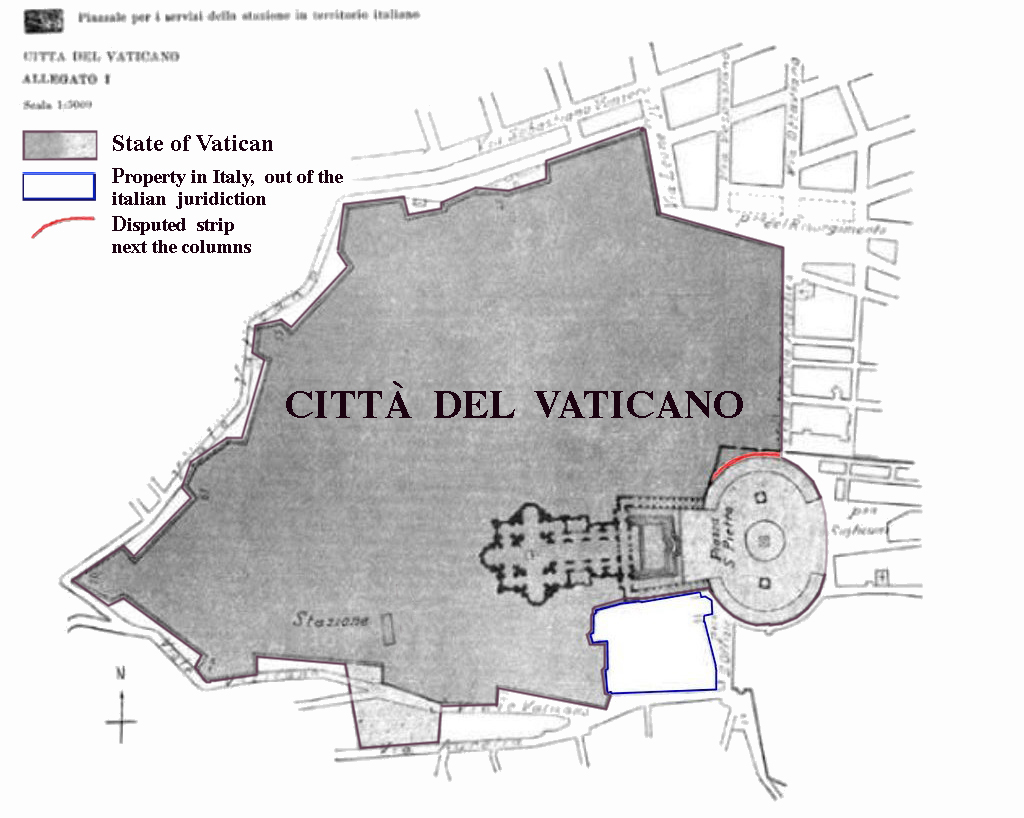
Territoriet som enligt Lateranfördragen skulle bli Vatikanstaten.